# کایلیتشا
کایلیتشا Khayelitsha نام یک منطقهٔ شهری در کیپ غربی در آفریقای جنوبی است. این نام، واژه‌ای خوسایی است به معنی خانهٔ نو. گفته می‌شود این منطقهٔ شهری، بزرگترین منطقهٔ شهری در آفریقای جنوبی شود و بالاترین سرعت رشد را دارد.